# Pogonocherus decoratus
Pogonocherus decoratus је инсект из реда тврдокрилаца (Coleoptera) и фамилије стрижибуба (Cerambycidae). Припада потфамилији Lamiinae.

## Распрострањење и станиште
Распрострањена је у целој Европи и Малој Азији. У Србији је ретко налажена.

## Опис
Pogonocherus decoratus је дугaчaк 4—6 mm и најмања је врста овог рода која живи у Србији. Тело је смеђе или црно. На темену нема тамних чекињастих пега. На пронотуму су три тупа, гола ожиљка, бочно у средини је трн. На покрилцима је широка постбазална врпца, а унутрашње дорзално ребро на тадњем делу има 2-3 црна чуперка.

## Биологија и развиће
Имага су активна у већем делу године, од марта до октобра. Ларвe се развијаjу две године испод коре сувих грана бора, а ређе смрче и јеле. Имага еклодирају у касно лето и убрзо након еклозије излазе из места где је била лутка, а презимљују сакривене у шумској стељи или испод коре дрвета. Презимљујућа генерација имага је активна од раног пролећа, углавном до средине јуна. Од септембра, нова генерација имага је активна. Имага се налазе на сувим гранама биљке домаћина.